# Alcinoe vermicularis
Alcinoe vermicularis är en kammanetart som beskrevs av Rang 1828. Alcinoe vermicularis ingår i släktet Alcinoe och familjen Ocyropsidae. Inga underarter finns listade i Catalogue of Life.